# Sjengavit (metrostation)
Sjengavit (Armeens: Շենգավիթ) is een metrostation in de Armeense hoofdstad Jerevan.
Sjengavit is een van de ondergrondse metrostations op Lijn 1 van de metro van Jerevan. Het station werd geopend op 26 december 1985 en behoorde tot de tweede uitbreiding van de metrolijn.
In 1987 werd de lijn verder uitgebreid vanaf Sjengavit naar Spandarian Hraparak (in 1992 werd de naam veranderd naar  Garegin Njdeh Hraparak) en in 1996 kwam er een tweede spoor bij voor een aparte pendeldienst naar Tsjarbach. Het metrostation is ook verbonden door een bovengronds spoor met het Tsjarbach-depot.

## Fotogalerij

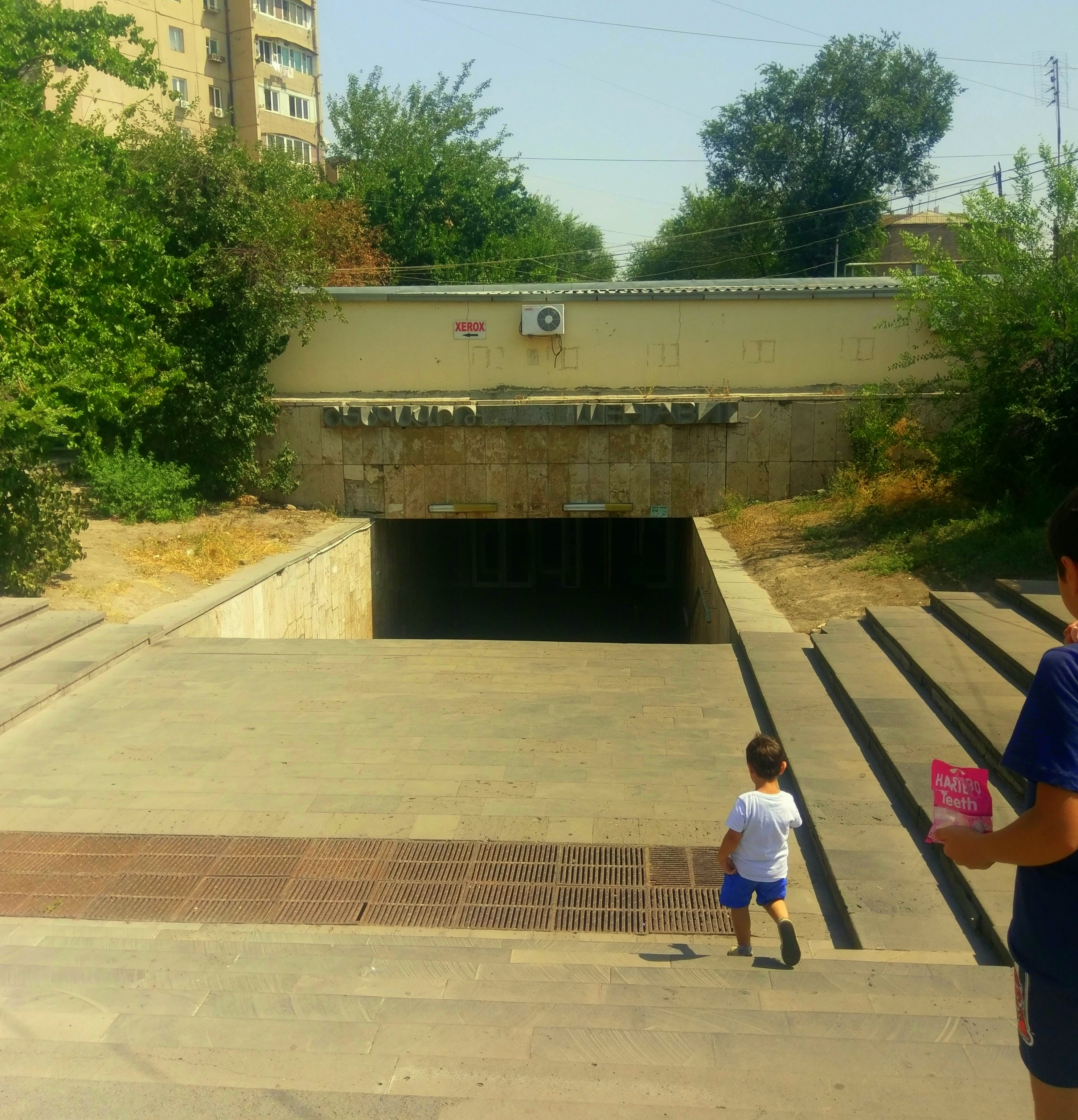
Ingang metro
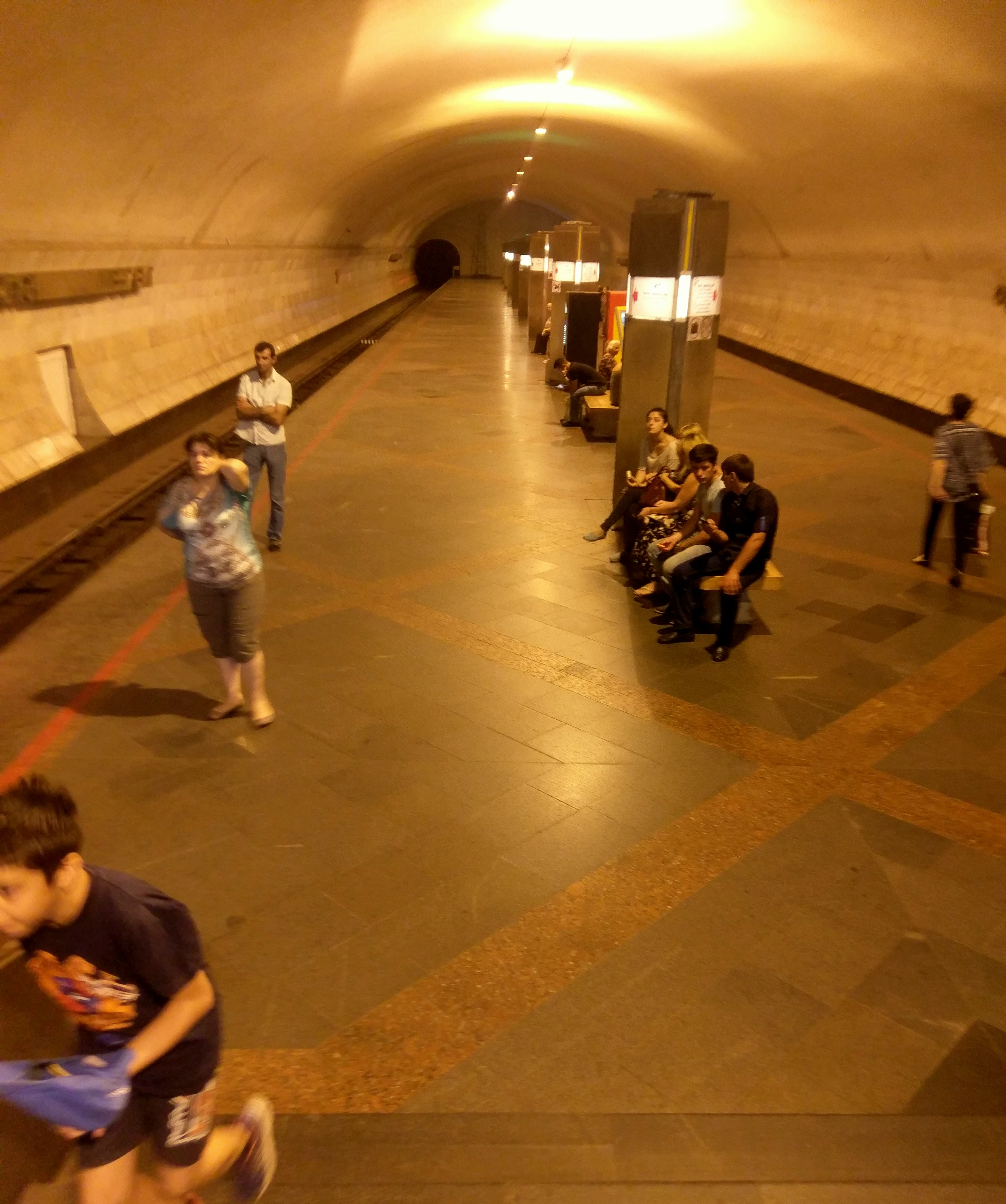
Perron